# Station Skoczów Bładnice
Station Skoczów Bładnice is een spoorwegstation in de Poolse plaats Bładnice.